# Campeonato Mundial de Natação em Piscina Curta de 2021 - 50 m peito masculino
A prova dos 50 metros nado peito masculino do Campeonato Mundial de Natação em Piscina Curta de 2021 foi disputado entre 20 e 21 de dezembro de 2021, na Etihad Arena, em Abu Dhabi, nos Emirados Árabes Unidos.

## Recordes
Antes desta competição, os recordes mundiais e do campeonato nesta prova eram os seguintes:
|                       | Nome                                  | Nacionalidade              | Tempo | Local       | Data                                        |
| --------------------- | ------------------------------------- | -------------------------- | ----- | ----------- | ------------------------------------------- |
| Recorde mundial       | Cameron van der BurghIlya Shymanovich | África do Sul Bielorrússia | 25.25 | Berlim Cazã | 14 de novembro de 20097 de novembro de 2021 |
| Recorde do campeonato | Cameron van der Burgh                 | África do Sul              | 25.41 | Hangzhou    | 16 de dezembro de 2018                      |

## Medalhistas
| Ouro           | Prata                    | Bronze                  |
| Nic Fink (USA) | Nicolò Martinenghi (ITA) | João Gomes Júnior (BRA) |

## Resultados

### Eliminatórias
As eliminatórias ocorreram dia 20 de dezembro com um total de 55 nadadores.
| Colocação | Bateria | Raia | Nadador                 | Nacionalidade                  | Tempo | Notas            |
| --------- | ------- | ---- | ----------------------- | ------------------------------ | ----- | ---------------- |
| 1         | 7       | 4    | Ilya Shymanovich        | Bielorrússia                   | 25.77 | Q                |
| 2         | 6       | 4    | Emre Sakçı              | Turquia                        | 25.87 | Q                |
| 3         | 5       | 3    | João Gomes Júnior       | Brasil                         | 26.01 | Q                |
| 4         | 5       | 4    | Nicolò Martinenghi      | Itália                         | 26.02 | Q                |
| 5         | 6       | 5    | Nic Fink                | Estados Unidos                 | 26.09 | Q                |
| 6         | 7       | 5    | Arno Kamminga           | Países Baixos                  | 26.20 | Q                |
| 7         | 7       | 6    | Andrei Nikolaev         | Federação Russa de Natação     | 26.24 | Q                |
| 8         | 6       | 3    | Kirill Strelnikov       | Federação Russa de Natação     | 26.25 | Q                |
| 9         | 5       | 5    | Fabian Schwingenschlögl | Alemanha                       | 26.34 | Q                |
| 10        | 6       | 7    | Moon Jae-kwon           | Coreia do Sul                  | 26.46 | Q                |
| 11        | 5       | 2    | Olli Kokko              | Finlândia                      | 26.54 | Q                |
| 11        | 6       | 6    | Bernhard Reitshammer    | Áustria                        | 26.54 | Q                |
| 13        | 5       | 6    | Tobias Bjerg            | Dinamarca                      | 26.71 | Q                |
| 13        | 6       | 1    | Yan Zibei               | China                          | 26.71 | Q                |
| 15        | 7       | 2    | Kristian Pitshugin      | Israel                         | 26.74 | Q                |
| 16        | 5       | 8    | Lucas Matzerath         | Alemanha                       | 26.81 | Q                |
| 17        | 7       | 1    | Bradley Tandy           | África do Sul                  | 26.85 |                  |
| 18        | 6       | 9    | Rostyslav Kryzhanivskyi | Ucrânia                        | 26.89 |                  |
| 19        | 6       | 0    | Youssef El-Kamash       | Egito                          | 26.90 | Recorde nacional |
| 20        | 4       | 2    | Josué Domínguez         | República Dominicana           | 26.91 | Recorde nacional |
| 21        | 3       | 4    | Jadon Wuilliez          | Antilhas Holandesas            | 26.98 | Recorde nacional |
| 22        | 6       | 2    | Andrius Šidlauskas      | Lituânia                       | 27.06 |                  |
| 23        | 5       | 1    | Denis Petrashov         | Quirguistão                    | 27.14 |                  |
| 24        | 5       | 9    | Izaak Bastian           | Bahamas                        | 27.24 | Recorde nacional |
| 25        | 4       | 1    | Mariano Lazzerini       | Chile                          | 27.35 | Recorde nacional |
| 26        | 4       | 3    | Julio Horrego           | Honduras                       | 27.38 | Recorde nacional |
| 27        | 7       | 0    | André Grindheim         | Noruega                        | 27.39 |                  |
| 28        | 7       | 8    | Matěj Zábojník          | Chéquia                        | 27.41 |                  |
| 29        | 5       | 0    | Ng Yan Kin              | Hong Kong                      | 27.73 |                  |
| 30        | 4       | 7    | Miguel de Lara          | México                         | 28.22 |                  |
| 31        | 4       | 6    | Patrick Pelegrina       | Andorra                        | 28.29 |                  |
| 32        | 4       | 8    | Abobakr Abass           | Sudão                          | 28.51 | Recorde nacional |
| 33        | 4       | 9    | Ziyad Al-Salous         | Jordânia                       | 28.77 | Recorde nacional |
| 34        | 7       | 9    | Sébastien Kouma         | Mali                           | 28.81 |                  |
| 35        | 3       | 5    | Muhammad Isa Ahmad      | Brunei                         | 29.32 |                  |
| 36        | 3       | 6    | Kerry Ollivierre        | Granada                        | 29.53 |                  |
| 37        | 3       | 8    | Terrel Monplaisir       | Santa Lúcia                    | 29.84 |                  |
| 38        | 3       | 3    | Bransly Dirksz          | Aruba                          | 29.94 |                  |
| 39        | 2       | 2    | Hilal Hemed Hilal       | Tanzânia                       | 29.97 |                  |
| 40        | 3       | 1    | Bryson George           | São Vicente e Granadinas       | 29.99 |                  |
| 41        | 3       | 2    | Omar Al-Hatem           | Kuwait                         | 31.16 |                  |
| 42        | 2       | 8    | Muhammad Mustafa        | Paquistão                      | 32.39 |                  |
| 43        | 2       | 7    | Abdulmalek Ashur        | Líbia                          | 33.24 |                  |
| 44        | 2       | 0    | Antonio Habis           | Palestina                      | 33.44 |                  |
| 45        | 2       | 1    | Omar Darboe             | Gâmbia                         | 35.42 |                  |
| 46        | 3       | 0    | Mohamed Kamara          | Serra Leoa                     | 35.47 |                  |
| 47        | 2       | 9    | Cedrick Niyibizi        | Ruanda                         | 35.90 |                  |
| 48        | 1       | 6    | Yacouba Mouctar         | Níger                          | 36.17 |                  |
| 49        | 2       | 5    | Houmed Houssein Barkat  | Djibuti                        | 37.02 |                  |
| 50        | 1       | 4    | Barkwende Yougbare      | Burquina Fasso                 | 38.17 |                  |
| 51        | 2       | 3    | Teddy Regoballes        | República Centro-Africana      | 53.22 |                  |
| 52        | 1       | 3    | Georgios Spanoudakis    | Grécia                         | DSQ   |                  |
| 52        | 4       | 0    | Filipe Gomes            | Malawi                         | DSQ   |                  |
| 52        | 1       | 3    | Renato Prono            | Paraguai                       | DSQ   |                  |
| 52        | 4       | 0    | Christopher Rothbauer   | Áustria                        | DSQ   |                  |
| 52        | 1       | 5    | Fabrice Mopama Sukasuka | República Democrática do Congo | DNS   |                  |
| 52        | 2       | 4    | Diosdado Miko Eyanga    | Guiné Equatorial               | DNS   |                  |
| 52        | 2       | 6    | Yousef Al-Washali       | Iêmen                          | DNS   |                  |
| 52        | 3       | 7    | Fahim Anwari            | Afeganistão                    | DNS   |                  |
| 52        | 3       | 9    | Sean Walters            | Turcas e Caicos                | DNS   |                  |
| 52        | 4       | 4    | Jorge Murillo           | Colômbia                       | DNS   |                  |
| 52        | 4       | 5    | Martin Melconian        | Uruguai                        | DNS   |                  |
| 52        | 6       | 8    | Tomáš Klobučník         | Eslováquia                     | DNS   |                  |
| 52        | 7       | 3    | Michael Andrew          | Estados Unidos                 | DNS   |                  |

### Semifinal
A semifinal ocorreu dia 20 de dezembro.
| Colocação | Bateria | Raia | Nadador                 | Nacionalidade              | Tempo | Notas            |
| --------- | ------- | ---- | ----------------------- | -------------------------- | ----- | ---------------- |
| 1         | 2       | 4    | Ilya Shymanovich        | Bielorrússia               | 25.55 | Q                |
| 2         | 2       | 3    | Nic Fink                | Estados Unidos             | 25.68 | Q,               |
| 3         | 1       | 5    | Nicolò Martinenghi      | Itália                     | 25.87 | Q                |
| 4         | 2       | 2    | Fabian Schwingenschlögl | Alemanha                   | 25.94 | Q                |
| 5         | 2       | 5    | João Gomes Júnior       | Brasil                     | 25.96 | Q                |
| 6         | 1       | 1    | Yan Zibei               | China                      | 26.18 | Q,               |
| 7         | 1       | 3    | Arno Kamminga           | Países Baixos              | 26.21 | Q                |
| 7         | 1       | 7    | Bernhard Reitshammer    | Áustria                    | 26.21 | Q                |
| 9         | 2       | 6    | Andrei Nikolaev         | Federação Russa de Natação | 26.25 |                  |
| 10        | 1       | 6    | Kirill Strelnikov       | Federação Russa de Natação | 26.33 |                  |
| 11        | 1       | 2    | Moon Jae-kwon           | Coreia do Sul              | 26.37 | Recorde nacional |
| 12        | 2       | 1    | Tobias Bjerg            | Dinamarca                  | 26.45 |                  |
| 13        | 2       | 8    | Kristian Pitshugin      | Israel                     | 26.46 |                  |
| 14        | 1       | 8    | Lucas Matzerath         | Alemanha                   | 26.50 |                  |
| 15        | 2       | 7    | Olli Kokko              | Finlândia                  | 26.62 |                  |
| 16        | 1       | 4    | Emre Sakçı              | Turquia                    | DSQ   |                  |

### Final
A final foi realizada em 21 de dezembro.
| Colocação         | Raia | Nadador                 | Nacionalidade  | Tempo | Notas              |
| ----------------- | ---- | ----------------------- | -------------- | ----- | ------------------ |
| Medalha de ouro   | 5    | Nic Fink                | Estados Unidos | 25.53 | Recorde da América |
| Medalha de prata  | 3    | Nicolò Martinenghi      | Itália         | 25.55 |                    |
| Medalha de bronze | 2    | João Gomes Júnior       | Brasil         | 25.80 |                    |
| 4                 | 4    | Ilya Shymanovich        | Bielorrússia   | 25.84 |                    |
| 5                 | 6    | Fabian Schwingenschlögl | Alemanha       | 26.16 |                    |
| 6                 | 1    | Arno Kamminga           | Países Baixos  | 26.32 |                    |
| 7                 | 8    | Bernhard Reitshammer    | Áustria        | 26.39 |                    |
| 8                 | 7    | Yan Zibei               | China          | 26.49 |                    |

Legenda
| Recorde mundial       | Recorde mundial (World record)               |                       | Recorde africano                      | Recorde africano (African) |                                           | Q | Classificado por posição (Qualified) |
| Recorde do campeonato | Recorde do campeonato (Championship record)  | Recorde da América    | Recorde da América (Americas)         | q                          | Classificado por melhor tempo (Qualified) |   |                                      |
| Melhor marca do ano   | Melhor marca do ano (World leading)          | Recorde asiático      | Recorde asiático (Asian)              | DNS                        | Não largou (Did not start)                |   |                                      |
| Recorde nacional      | Recorde nacional (National record)           | Recorde europeu       | Recorde europeu (European)            | DNF                        | Não terminou (Did not finish)             |   |                                      |
| Recorde pessoal       | Recorde pessoal do atleta (Personal best)    | Recorde da Oceania    | Recorde da Oceania (Oceania)          | DSQ / DQ                   | Desclassificado (Disqualified)            |   |                                      |
| Recorde da temporada  | Recorde da temporada do atleta (Season best) | Recorde sul-americano | Recorde sul-americano (South America) | NM                         | Sem marca (No mark)                       |   |                                      |